# Harrison (Ohio)
Harrison és una ciutat dels Estats Units a l'estat d'Ohio. Segons el cens del 2007 tenia 8.918 habitants.

## Demografia
Segons el cens del 2000, Harrison tenia 7.487 habitants, 2.717 habitatges, i 2.005 famílies. La densitat de població era de 781,3 habitants/km².
Dels 2.717 habitatges en un 41,4% hi vivien nens de menys de 18 anys, en un 57,6% hi vivien parelles casades, en un 11,7% dones solteres, i en un 26,2% no eren unitats familiars. En el 22,3% dels habitatges hi vivien persones soles el 8,6% de les quals corresponia a persones de 65 anys o més que vivien soles. El nombre mitjà de persones vivint en cada habitatge era de 2,75 i el nombre mitjà de persones que vivien en cada família era de 3,26.
Per edats la població es repartia de la següent manera: un 29,9% tenia menys de 18 anys, un 9,9% entre 18 i 24, un 31,4% entre 25 i 44, un 19,4% de 45 a 60 i un 9,3% 65 anys o més.
L'edat mediana era de 32 anys. Per cada 100 dones de 18 o més anys hi havia 91,3 homes.
La renda mediana per habitatge era de 46.107 $ i la renda mediana per família de 54.028 $. Els homes tenien una renda mediana de 37.455 $ mentre que les dones 27.418 $. La renda per capita de la població era de 17.966 $. Aproximadament el 4,3% de les famílies i el 6,8% de la població estaven per davall del llindar de pobresa.

## Poblacions properes
El següent diagrama mostra les poblacions més properes.